# Thomas Price
För den förre speedwayvärldsmästaren, se Tommy Price

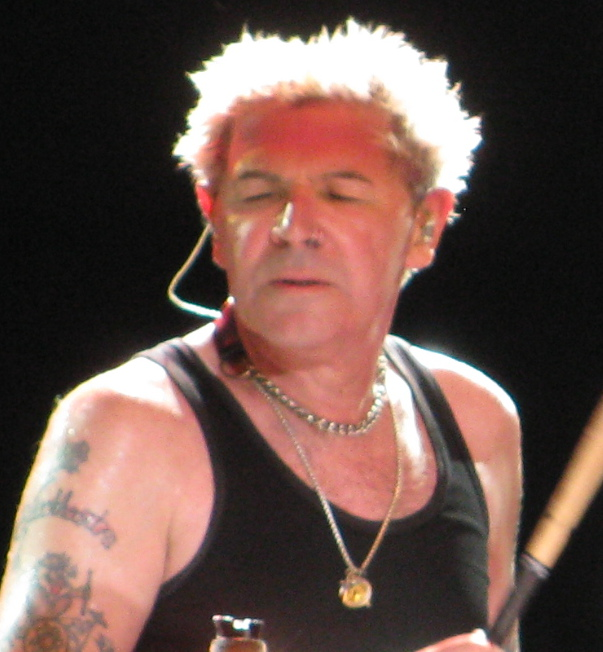
Thommy Price

Thommy Price (Thomas Price, ibland som Tommy Price) är en amerikansk trummis och långtida medlem i Joan Jett & the Blackhearts. Han har dessutom arbetat med bland annat Billy Idol, Mink DeVille, Michael Monroe, Steve Stevens, Debbie Harry, Roger Daltrey och Blue Öyster Cult. 

## Biografi

### De tidiga åren
Price började sin karriär på New Yorks klubbar i bandet Flame (med bland annat Marge Raymonds och  Frank Ruby) och spelade med dem in sin första skiva, Flame år 1976. Under slutet av 1970-talet spelade han med punkbandet Mink De Ville och medverkade på skivan Coupe de Grace som gavs ut 1981. Han spelade också in skivan This Day and Age med experimantalisten DL Byron. Början av 1980-talet präglades av studiosamarbeten med artister som Tom Verlaine och The Psychedelic Furs. Under 1980-talet var han också medlem i bandet Scandal tillsammans med Zack Smith och Patty Smyth. 1985 blev han medlem i Blue Öyster Cult och spelade in skivan Imaginos. Hans trumspel kan också höras på några låtar på skivan Club Ninja, som dock släpptes efter att han lämnat bandet.

### Billy Idol & The Blackhearts
Ungefär samtidigt som han blev ansluten till The Blackhearts, fick han också tillfälle att samarbeta med Billy Idol och Steve Stevens på hitskivan Rebell Yell. Den första skivan med Joan Jett, Light of Day, kom året därpå, 1986. Det skulle leda till ett långvarigt samarbete som fortsätter än i dag. 

### Soloskivor och gästspel
1987 släppte Price sin första soloskiva tillsammans med sin barndomsvän Kasim Sulton under namnet Price/Sulton. Skivan hette Lights On. Samma år spelade han trummor på Ronnie Spectors skiva Unfinished Business (1980 hade han medverkat på Siren som gästartist). 1988 spelade han in Safety Love med David Drew och 1989 skivan Def Dumb and Blonde med Debbie Harry. Året därpå kom Atomic Playboys med Steve Stevens och Not Fakin' It med Michael Monroe. 
Bandet Cycle Sluts from Hell som 1991 gav ut en skiva med samma namn var ett projekt med hårdrocksdamer klädda som julgranar och med namn som She Fire of Ice och Venus Penis Crusher, samt ett helmanligt kompband, där Scott Duboys och Price alternerade på trummor. Bandet fick till och med en MTV-hit med låten Wish You Were a Beer. 1993 blev han medlem i The Waterboys och gav ut skivan Dream Harder och strax efter det spelade han in John Waites Rover's Return. 
1990-talet präglades av mycket arbete med The Blackhearts och det gick ända till 2002 innan han igen spelade in en skiva med en annan artist. Den här gången var det kvinnliga singer-songwritern Bif Naked och skivan Purged, som producerades av hitmakaren Desmond Child. Han medverkade samma år med trumloops på elektroartisten Eye Talks skiva Phoenix. Två år senare spelade han in en skiva med en annan trummis, Dr Chud, som bytt till gitarr och sång. 2005 steg Price in som trummis på Eyeliners skiva No Apologies och hann efter en paus på 16 år ge ut sin andra soloskiva, Sex, Drums and Rock n' Roll.

## Prices band
- Flame
- Mink DeVille
- Scandal
- Blue Öyster Cult
- Billy Idol
- Joan Jett & The Blackhearts
- Price/Sulton
- Ronnie Spector
- Debbie Harry
- Steve Stevens
- Michael Monroe
- Cycle Sluts from Hell
- The Waterboys
- Bif Naked
- Eyeliners

## Diskografi
- Flame (Flame, 1976)
- Coupe de Grace (Mink DeVille, 1981)
- Schneider and the Kick (Helen Schneider, 1981)
- This Day and Age (D.L. Byron, 1983)
- Mirror Moves (The Psychedelic Furs, 1984)
- Imaginos (Blue Öyster Cult, 1985)
- Rebel Yell (Billy Idol, 1985)
- Warrior (Scandal, 1985)
- Light of Day (Joan Jett & The Blackhearts, 1986
- Good Music (Joan Jett & The Blackhearts, 1986)
- Lights On (Price/Sulton, 1987)
- Unfinished Business (Ronnie Spector, 1987)
- Safety Love (David Drew, 1988)
- Up Your Alley (Joan Jett & The Blackhearts, 1988)
- Def Dumb and Blonde (Deborah Harry, 1989)
- Atomic Playboys (Steve Stevens, 1989)
- Not Fakin' It (Michael Monroe, 1989)
- Notorious (Joan Jett & The Blackhearts, 1991)
- Cycle Sluts from Hell (Cycle Sluts from Hell, 1991)
- Do You Wanna Touch Me (Joan Jett & The Blackhearts, 1993)
- Dream Harder (The Waterboys, 1993)
- Rover's Return (John Waite, 1993)
- Pure & Simple (Joan Jett & The Blackhearts, 1994)
- Fit to Be Tied (Joan Jett & The Blackhearts, 1997)
- Fetish (Joan Jett & The Blackhearts, 1999)
- Purged (Bif Naked, 2002)
- Jett Rock (Joan Jett & The Blackhearts, 2003)
- X-ward (Dr Chud, 2004)
- Naked (Joan Jett & The Blackhearts, 2004)
- Sex, Drums and Rock n' Roll (Solo, 2005)
- No Apologies (Eyeliners, 2005)